# Чемпионат Европы по самбо 1972
1-й чемпионат Европы по самбо прошёл в городе Рига (Латвийская ССР) 24-26 ноября 1972 года. В соревнования принимали участие представители 8 стран. Чемпионат был открытым, поэтому в нём смогли принять участие представители азиатских стран: Ирана, Монголии и Японии. Кроме этих стран, участвовали также команды СССР, Болгарии, Югославии, Испании и Великобритании.

## Медалисты
| Весовая категория | Золото                      | Серебро                       | Бронза                                                  |
| ----------------- | --------------------------- | ----------------------------- | ------------------------------------------------------- |
| до 58 кг          | Владимир Кюллёнен · СССР    | Парван Парванов · НРБ         | Х. Насимура · Япония Мунхийн Пунцаг · МНР               |
| до 62 кг          | Александр Хош · СССР        | Кацухико Касивадзаки · Япония | Г. Георгиев · НРБ Д. Самдам · МНР                       |
| до 66 кг          | Константин Герасимов · СССР | Б. Бакхааваа · МНР            | Г. Димирянов · НРБ Л. Сантано · Испания                 |
| до 70 кг          | Владимир Невзоров · СССР    | Дамирангийн Баатаржав · МНР   | К. Мичев · НРБ К. Курбело · Испания                     |
| до 75 кг          | Александр Фёдоров · СССР    | Кодзи Курамото · Япония       | У. Чайдорож · МНР Ч. Увгюнку · МНР                      |
| до 80 кг          | Чесловас Езерскас · СССР    | Л. Ронцэндорж · МНР           | Георгий Червенков · НРБ Славко Обадов · Югославия       |
| до 86 кг          | Н. Насинака · Япония        | Кирилл Романовский · СССР     | Сантьяго Моралес · Испания Р. Бараклав · Великобритания |
| до 93 кг          | Нобуюки Сато · Япония       | Валерий Рухледев · СССР       | Дамдингийн Галдандагва · МНР Иван Докторов · НРБ        |
| до 100 кг         | Сергей Новиков · СССР       | Сирасе Фидахара · Япония      | Г. Гаджанов · НРБ Д. Дашийн · МНР                       |
| свыше 100 кг      | Виталий Кузнецов · СССР     | Э. Анзай · Япония             | Кит Ремфри · Великобритания Э. Филби · Иран             |